# زنوکراتس
زنوکراتس پزشک یونانی بود که در حدود ۷۰ میلادی در روم برآمد. کتاب‌های بسیار دربارهٴ خوراک و دارو نوشت، که از لحاظ تاریخ خرافات قدیم دارای اهمیت ویژه‌ای است، اثر او موسوم به غذاهای به دست آمده از پرندگان و جانوران خشکی از مآخذ کتاب‌های ۲۸ - ۳۰ تاریخ طبیعی پلینی بوده است. معروف‌ترین اثر او دربارهٴ غذاهای به دست آمده از جانوران آبی است.